# Laura Flippes
Laura Flippes född den 13 december 1994 i Strasbourg, Frankrike är en fransk handbollsspelare som spelar som högersexa.

## Klubbkarriär
Flippes startade med handboll i klubben HBC Lingolsheim.Efter 2005 tillhörde hon Achenheim Truchtersheim HB  Med den klubben vann hon 2013 tredjeligan i Frankrike. Samma år anslöt hon till franska toppklubben Metz HB. Med Metz vann hon 2014, 2016, 2017, 2018 och 2019 franska mästerskapstiteln. Sedan början av säsongen 2020-2021 spelar hon för Paris 92.

## Landslagskarriär
Flippes spelade i de franska ungdomslandslagen från 2012 till 2014 med U-20 VM 2014 som sista ungdomsmästerskap. Hon debuterade i juni 2016 i franska A-landslaget. Det var under förberedelserna för OS 2016 hon debuterade. Hon kom inte med i den slutgiltiga OS-truppen. I december 2016 vid EM i Sverige var hon däremot med och vann en bronsmedalj i EM. Följande år var hon med och vann världsmästartiteln med Frankrike i VM i Tyskland 2017. Framgången fortsatte 2018 med EM-guld på hemmaplan i Frankrike 2018. 2020 vid EM i Danmark vann hon en silvermedalj efter finalförlust mot Norge. Vid OS 2020 i Tokyo vann hon OS-guld med Frankrike. Flippes stod för 27 mål i turneringen och valdes in i  All-Star-Team. I VM 2021 i Spanien blev det silver efter ny finalförlust mot Norge.

## Utmärkelser
- Riddare av Hederslegionen,  8 september 2021[7]

[Redigera Wikidata]